# سردا
سردا هي بلدة فلسطينية من بلدات الضفة الغربية في محافظة رام الله والبيرة، وتبعد عنها 2 كم على ارتفاع 859 عن سطح البحر.

## الموقع
يحد البلدة من الشرق مخيم الجلزون ومن الغرب قرية ابو قش، من الجنوب بيرزيت وجفنا، يحدها من الشمال رام الله والبيرة.

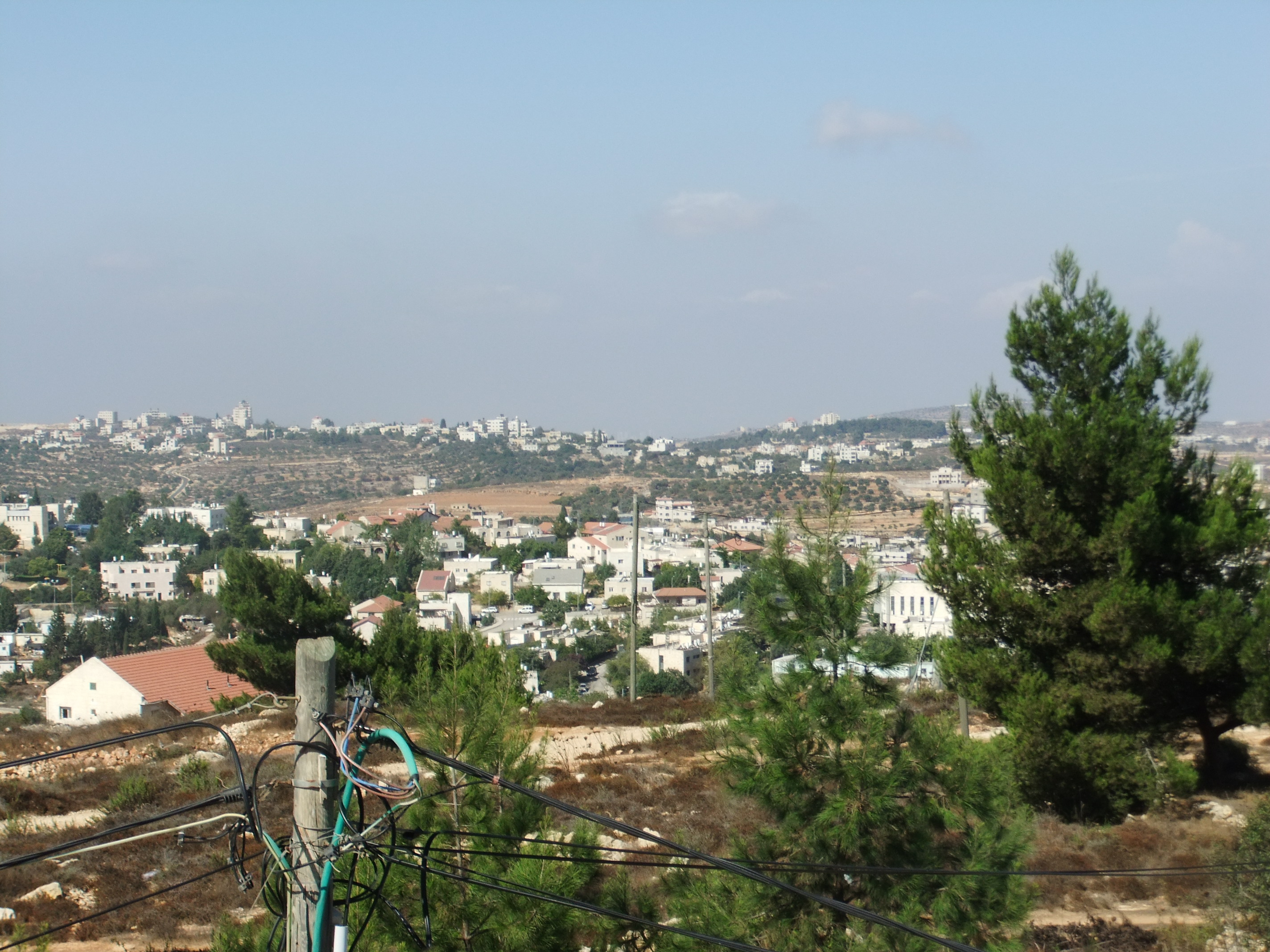
سردا

## السكان
بلغ عدد سكان القرية عام 1922 حوالي 125 نسمة، وفي عام 1945م 250 نسمة، وبعد عدوان حزيران 1967 بلغ عدد سكانها 417 نسمة، ارتفع هذا العدد ليصل عام 1987 حوالي 606 نسمة، وحسب الجهاز المركزي للإحصاء الفلسطيني لعام 2017 بلغ عدد سكان البلدة حوالي 1,308.

## التاريخ
تم العثور في سردا على قطع فخارية من العصرين البيزنطي والمملوكي .

### العصر العثماني
في عام 1517، تم دمج سردا في الإمبراطورية العثمانية مع باقي المدن والقرى الفلسطينية، وفي سجلات الضرائب لعام 1596 ظهرت باسم سردا وتقع ناحية القدس.
كانت البلدة تتكون من 10 اسر، جميعهم مسلمون. كانوا يدفعون معدل ضريبة ثابت قدره 33.3% على المنتجات الزراعية، مثل القمح والشعير وأشجار الزيتون وكروم العنب والماعز وخلايا النحل، بالإضافة إلى الإيرادات العرضية؛ بإجمالي 1660 آقجة. كما تم العثور في البلدة على قطع فخارية من العصر العثماني المبكر.
أشارت قائمة القرى العثمانية التي يعود تاريخها إلى حوالي عام 1870 إلى وجود 13 منزلاً وعدد سكان يبلغ 63 نسمة، على الرغم من أن تعداد السكان شمل الرجال فقط.
في عام 1882، وصف مسح فلسطين الغربية الذي أجرته مؤسسة أبحاث فلسطين (PEF) قرية سردا بأنها: "قرية صغيرة على سفح تل، مع حديقة إلى الجنوب منها، ونبع عين الجلزون إلى الشرق". 
في عام 1896 قُدِّر عدد سكان سردا بحوالي 108 شخصًا.

### عصر الإنتداب البريطاني
في تعداد فلسطين عام 1922 الذي أجرته سلطات الانتداب البريطاني ، بلغ عدد سكان سردا 125، وارتفع في تعداد عام 1931 إلى 179، في 43 منزلًا.
في إحصاءات عام 1945 بلغ عدد سكان سردا 250، بينما بلغت المساحة الإجمالية للأرض 3726 دونماً ، وذلك وفقاً لمسح رسمي للأراضي والسكان. ومن هذه المساحة، تم استخدام 1002 دونم للمزارع والأراضي المروية، و1244 دونم للحبوب، في حين تم تصنيف 20 دونمًا كمناطق مبنية.

### العصر الأردني
بعد النكبة الفلسطينية عام 1948، وبعد اتفاقيات الهدنة عام 1949، أصبحت سردا تحت الحكم الأردني.
في عام 1961، بلغ عدد سكان القرية 415 نسمة.

### ما بعد 1967
منذ حرب الأيام الستة عام 1967، أصبحت بلدة سردا تحت الاحتلال الإسرائيلي، تم تصنيف 95.4% من أراضي القرية على أنها أراضي المنطقة ب، في حين أن النسبة المتبقية 4.6% هي أراضي المنطقة ج .